# Erpetogomphus cophias
Erpetogomphus cophias – gatunek ważki z rodziny gadziogłówkowatych (Gomphidae). Występuje na terenie Ameryki Środkowej.